# Björkesjön, Östergötland
Björkesjön är en sjö i Finspångs kommun i Östergötland och ingår i Motala ströms huvudavrinningsområde. Sjön har en area på 1,29 kvadratkilometer och ligger 49,1 meter över havet. Sjön avvattnas av vattendraget Lotorpsån (Haddeboån).

## Delavrinningsområde
Björkesjön ingår i det delavrinningsområde (652373-149557) som SMHI kallar för Utloppet av Björken. Medelhöjden är 58 meter över havet och ytan är 6,95 kvadratkilometer. Räknas de 15 avrinningsområdena uppströms in blir den ackumulerade arean 305,61 kvadratkilometer. Lotorpsån (Haddeboån) som avvattnar avrinningsområdet har biflödesordning 2, vilket innebär att vattnet flödar genom totalt 2 vattendrag innan det når havet efter 51 kilometer. Avrinningsområdet består mestadels av skog (54 procent) och jordbruk (15 procent). Avrinningsområdet har 1,27 kvadratkilometer vattenytor vilket ger det en sjöprocent på 18,3 procent. Bebyggelsen i området täcker en yta av 0,13 kvadratkilometer eller 2 procent av avrinningsområdet.